# Dieudonné Londo
Yobo Eugene Dieudonné Londo (ur. 6 czerwca 1976 w Libreville) – gaboński piłkarz grający na pozycji pomocnika.

## Kariera klubowa
Karierę piłkarską Londo rozpoczął w klubie FC 105 Libreville. W 1995 roku zadebiutował w jego barwach w pierwszej lidze gabońskiej. W 1996 roku zdobył z nim Puchar Gabonu, a w 1997 roku wywalczył mistrzostwo kraju. Następnie w 1997 roku odszedł do marokańskiej Raji Casablanca. Z Rają dwukrotnie był mistrzem Maroka (1998, 1999). Wygrał też Ligę Mistrzów w 1999 roku. W 1999 roku wrócił do FC 105 i został z nim mistrzem Gabonu.
W 2000 roku Londo został piłkarzem belgijskiego klubu RAEC Mons. W 2002 roku awansował z nim z drugiej do pierwszej ligi. Z kolei w 2005 roku spadł z nim do drugiej ligi Belgii. Latem 2005 odszedł do APO Akratitos z Grecji. Natomiast w sezonie 2006/2007 grał w cypryjskim Digenis Morfou.
W 2007 roku Londo został zawodnikiem amatorskiego francuskiego klubu SC Feignies. W 2008 roku wrócił do Belgii. Grał tam w US Centre, a następnie w KVC Willebroek-Meerhof. Potem występował w rodzimych AC Bongoville i CF Mounana.

## Kariera reprezentacyjna
W reprezentacji Gabonu Londo zadebiutował w 1995 roku. W 2000 roku został powołany do kadry na Puchar Narodów Afryki 2000. Tam wystąpił dwukrotnie: z Republiką Południowej Afryki (1:3) i z Demokratyczną Republiką Konga (0:0).